# Living Single
Living Single é uma sitcom de televisão americana que foi ao ar por cinco temporadas na rede Fox de 22 de agosto de 1993 a 1 de janeiro de 1998. A série se centrou na vida de seis amigos que compartilham experiências pessoais e profissionais enquanto moram em um prédio do Brooklyn.
Ao longo de sua temporada, o Living Single tornou-se um dos seriados afro-americanos mais populares de sua época, ficando entre os cinco primeiros em classificações afro-americanas em todas as cinco temporadas. A série foi produzida pela empresa de Yvette Lee Bowser, Sister Lee, em associação com a Warner Bros, Television . Em contraste com a popularidade do " Must See TV " da NBC - primeiro nas noites de domingo e depois nas noites de quinta-feira nos anos 1990 - muitos espectadores afro-americanos e latinos se reuniam para a Fox. Para a temporada de 1993-94, Living Single foi ao ar nas noites de domingo entre Martin e Married ... With children, em seguida, nas noites de quinta-feira de 1994 a 1998. O título original para o show foi "My Girls".

## Desenvolvimento
Queen Latifah e Kim Coles ambos tinham acordos de desenvolvimento com a Fox. Em março de 1993, a Fox anunciou que a Queen Latifah e Coles estrelariam uma comédia chamada "My Girls", sobre colegas de quarto na cidade de Nova York. A personagem de Khadijah foi criada para a Queen Latifah. A personagem é uma empreendedora que iniciou uma revista e Latifah é uma empreendedora que criou sua própria gravadora. Fox mudou o nome do programa para  Living Single  três semanas antes de ser exibido pela primeira vez.